# Blang Mideun
Blang Mideun is een bestuurslaag in het regentschap Aceh Timur van de provincie Atjeh, Indonesië. Blang Mideun telt 521 inwoners (volkstelling 2010).